# Distretto di Fier
Il distretto di Fier (in albanese: Rrethi i Fierit) era uno dei 36 distretti amministrativi dell'Albania. 	
La riforma amministrativa del 2015 ha suddiviso il territorio dell'ex-distretto in 3 comuni: Fier, Patos e Roskovec.

## Geografia antropica

### Suddivisioni amministrative
Il distretto comprendeva 3 comuni urbani e 14 comuni rurali.

#### Comuni urbani
- Fier
- Patos
- Roscovec

#### Comuni rurali
- Cakran
- Dermenas
- Frakull
- Kuman
- Kurjan
- Levan
- Libofshë
- Mbrostar Ura (Mbrostar, Mbrostar Ure)
- Kapaj
- Portëz
- Qendër (Qender Afrim i Ri)
- Ruzhdie
- Strum (Strumë)
- Topojë
- Zharrëz (Zharres)